# Навратил, Карел
Карел Навратил (чеш. Karel Navrátil; 24 апреля 1867, Прага — 23 декабря 1936, Прага) — чешский композитор и музыкальный педагог.
Получил музыкальное образование как скрипач, ученик Франтишека Ондржичека, затем изучал музыкальную теорию в Вене у Гвидо Адлера. В 1900—1916 гг. жил и работал в Вене, преподавал (среди его учеников, в частности, Александр Винклер и Вальтер Рабль), выступал как музыкальный критик. В 1917 г. вернулся в Прагу.
Композиторское наследие Навратила включает оперы «Герман и Доротея» и «Саламбо», две симфонии, симфонические поэмы на темы чешской истории («Ян Гус», «Жижка» и др.), фортепианный и скрипичный концерты, камерную, хоровую и вокальную музыку.